# Хебден, Марк
Марк Хебден (англ. Mark Hebden; род. 15 февраля 1958, Лестер) — английский шахматист, гроссмейстер (1992).

## Карьера
Хебден является чемпионом Великобритании по игре в быстрые шахматы 1990, 1994, 2001, 2005, 2009, 2013 и 2015 годов.
В составе сборной Англии являлся участником двух шахматных Олимпиад — 1998 и 2004 годов и трёх командных чемпионатов Европы (1983, 1989 и 2007).
Поделил первое место на открытом турнире Каппель-ла-Гранд в 1989, 1990, 1995 и 1997 годах. В 2001 году поделил первое место с Янником Пеллетье, Тамазом Гелашвили и Владимиром Тукмаковым на 9-м открытом турнире Нойшатель. В 2009/10 поделил первое и четвёртое места с Андреем Истрэцеску, Роменом Эдуаром и Дэвидом Хауэллом на турнире в Гастингсе.
На открытом чемпионате Ирландии в 2007 году поделил первое место, обыграв в последнем раунде Брайана Келли.
Хебден является регулярным участником 4NCL, британской шахматной премьер-лиги. Он выступал за такие шахматные клубы, как Barbican Chess Club, Slough, Midland Monarchs и Guildford A&DC. В 2013 году он выиграл индивидуальный чемпионат 4NCL, проходивший в Дэйвентри. Он также играет в Любительской лиге Лестершира за шахматный клуб Браунстоун и за Шахматный Интернет Клуб (ICC) (коммерческий сайт, который посещают многие титулованные игроки) под ником "mhebden".

## Таблица результатов
| Год  | Город    | Турнир                          | + | − | = | Результат | Место |
| ---- | -------- | ------------------------------- | - | - | - | --------- | ----- |
| 1983 | Пловдив  | 8-й командный чемпионат Европы  | 2 | 2 | 1 | 2½ из 5   |       |
| 1989 | Хайфа    | 9-й командный чемпионат Европы  | 0 | 2 | 3 | 1½ из 5   |       |
| 1998 | Элиста   | 33-я олимпиада                  | 2 | 2 | 3 | 3½ из 7   |       |
| 2004 | Кальвия  | 36-я олимпиада                  | 1 | 3 | 4 | 3 из 8    |       |
| 2007 | Ираклион | 16-й командный чемпионат Европы | 4 | 3 | 2 | 5 из 9    |       |

## Изменения рейтинга
| Графики недоступны из-за технических проблем. См. информацию на Фабрикаторе и на mediawiki.org. |